# Comuna Fedorivka, Kirovohrad
Fedorivka (în ucraineană Федорівка) este o comună în raionul Kirovohrad, regiunea Kirovohrad, Ucraina, formată din satele Fedorivka (reședința) și Mîkolaiivski Sadî.

## Demografie
Componența lingvistică a comunei Fedorivka
     Ucraineană (96,96%)
     Rusă (1,65%)
     Alte limbi (0,89%)
Conform recensământului din 2001, majoritatea populației comunei Fedorivka era vorbitoare de ucraineană (96,96%), existând în minoritate și vorbitori de rusă (1,65%).